# Sporting Club Zagara 1 Rugby
Lo Sporting Club Zagara 1 Rugby, più noto come Zagara, fu un club italiano di rugby a 15 di Catania.
Fondato nel 1978, ebbe il suo momento migliore negli anni novanta, periodo in cui militò stabilmente in serie A/2, la seconda divisione nazionale del rugby italiano.
Disputava i suoi incontri interni allo stadio Santa Maria Goretti, in condominio con la più nota Amatori Catania.
Dal 2006 non opera più.

## Storia
Il club fu fondato a Catania nel 1978 per iniziativa di due appassionati di rugby della città, Francesco Cimino e Renato Papa, i quali assunsero le cariche rispettivamente di presidente esecutivo e onorario.
La neonata squadra iniziò reclutando dal basso giovani giocatori di Catania e dintorni, in particolare da Misterbianco; partiti dalla serie C/2, il club iniziò nel decennio degli anni ottanta la sua salita verso le serie superiori, che trovò nel 1991 la consacrazione con la promozione al campionato di A/2 1991-92 (la seconda divisione nazionale).
Il primo campionato di serie A/2 si risolse con un soddisfacente centroclassifica, così il secondo, con una salvezza senza passare per i play-out; con l'introduzione delle poule-salvezza lo Zagara fu sempre relegato a disputarle, ma fino al 1996 riuscì sempre a mantenere la categoria; nel frattempo la guida della società era passata da Francesco Cimino, entrato nei ranghi federali nel 1995, alla moglie Nella, mentre la figlia Barbara era divenuta vicepresidente e team manager.
Nel 1997 la squadra retrocedette in serie B, e dopo quattro stagioni in cui riuscì a salvarsi da un'ulteriore declassamento, nel 2001 scese in serie C1, in cui militò fino al 2006, anno in cui chiuse all'ultimo posto per poi scomparire.
Tra i nomi famosi passati per la squadra nel suo periodo di A2 figurano l'argentino Fabián Turnes, il neozelandese campione del mondo 1987 Joe Stanley e, come allenatori, Elio Fusco, già campione d'Italia con la Partenope di Napoli, e suo figlio Alessandro.

## Cronologia
| Cronistoria dello Sporting Club Zagara |
| --- |
| - 1978 • Fondazione dello Sporting Club Zagara 1 - 1980-81 • Serie C2 - 1981-82 • - 1982-83 • - 1983-84 • - 1984-85 • - 1985-86 • - 1986-87 • - 1987-88 • - 1988-89 • - 1989-90 • - 1990-91 • Serie B promozione in serie A2 - 1991-92 • 7ª serie A2 - 1992-93 • 9ª serie A2 - 1993-94 • 1° pool salvezza serie A2 - 1994-95 • 3° pool promozione serie A2 - 1995-96 • 1° pool salvezza serie A2 - 1996-97 • 4° pool salvezza serie A2 retrocessione in serie B - 1997-98 • Serie B - 1998-99 • Serie B - 1999-2000 • Serie B - 2000-01 • Serie B retrocessione in serie C - 2001-02 • Serie C - 2002-03 • Serie C - 2003-04 • Serie C - 2004-05 • Serie C - 2005-06 • Serie C - 2006 • Continua solo attività giovanile |